# Frederik Marcus Knuth (biológus)
Frederik Marcus Knuth (1904–1970) dán botanikus és taxonómus, aki főleg kaktuszok gyűjtőjeként és rendszerezőjeként vívott ki magának tudományos hírnevet. Több kaktuszfaj első leírója. Botanikai szakmunkákban nevének rövidítése: „F. M. Knuth”.
Fő műve a Curt Backeberg társszerzőjeként, 1935-ben kiadott Kaktus-ABC (Gyldendal Kiadó, København), 432 p.